# ماریون سنتر (ماساچوست)
ماریون سنتر (به انگلیسی: Marion Center) یک منطقهٔ مسکونی در ایالات متحده آمریکا است که در شهرستان پلیموث، ماساچوست واقع شده‌است. ماریون سنتر ۲٫۹ کیلومتر مربع مساحت و ۱٬۱۱۱ نفر جمعیت دارد.